# Vasco live 10.7.90 San Siro
Vasco live 10.7.90 San Siro è un album dal vivo del cantautore italiano Vasco Rossi, pubblicato nel 1991 dalla EMI Italiana.
È la registrazione dal vivo di una parte del concerto svoltosi allo Stadio San Siro il 10 luglio 1990 (canzoni che non erano incluse nell'album live Fronte del palco, album registrato durante il tour di Liberi Liberi).
Registrazioni effettuate da Maurizio Maggi, fonico.
A conferma del successo verranno tenuti cinque nuovi concerti in Italia nel 1991, mantenendo quasi inalterata la scaletta del 1989 e del 1990.

## Tracce
Lato A
Testi e musiche di Vasco Rossi, eccetto dove indicato.
1. Brava – 5:15
2. Dormi, dormi – 3:50 (Vasco Rossi, Maurizio Solieri)
3. Va bene, va bene così – 7:00 (musica: Roberto Casini)

Lato B
Testi e musiche di Vasco Rossi.
1. Colpa d'Alfredo – 5:06
2. Una canzone per te – 3:26
3. Bollicine – 6:00

## Formazione
- Vasco Rossi - voce
- Andrea Braido - chitarra elettrica
- Davide Devoti - chitarra ritmica
- Paul Martinez - basso
- Alberto Rocchetti - tastiere
- Andrea Innesto - sassofono
- Daniele Tedeschi - batteria

## Classifiche

### Classifiche settimanali
| Classifica (1991) | Posizione massima |
| ----------------- | ----------------- |
| Europa            | 69                |
| Italia            | 3                 |

### Classifiche di fine anno
| Classifica (1991) | Posizione |
| ----------------- | --------- |
| Italia            | 22        |